# Rättegången mot Clay Shaw

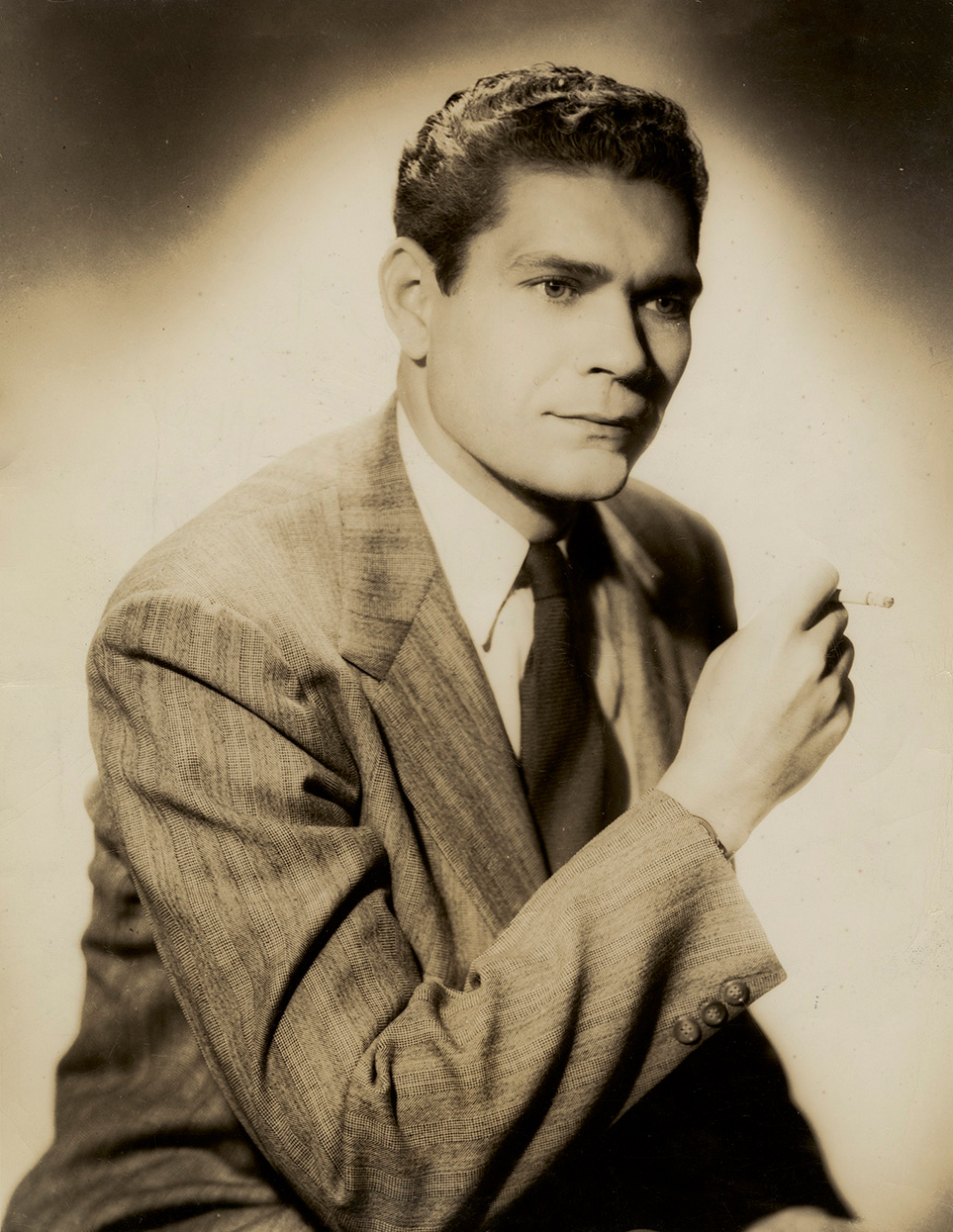
Clay Shaw.

Rättegången mot Clay Shaw ägde rum den 29 januari–1 mars 1969, då affärsmannen Clay Shaw åtalades för att tillsammans med Lee Harvey Oswald, David Ferrie och andra utfört mordet på John F. Kennedy den 22 november 1963. Juryn förklarade Shaw icke skyldig efter mindre än en timmes överläggning den 1 mars. Rättegången är hittills den enda som hållits med 
anledning av mordet på John F. Kennedy.

## Bakgrund

### Garrisons utredning
Bakgrunden till Jim Garrisons mål var ett bråk som utspelades den 22 november 1963 mellan Guy Banister och Jack Martin, två medborgare i New Orleans, då Banisters pistol snuddat Martin efter ett häftigt meningsutbyte. Det har diskuterats om bråket handlade om telefonräkningar eller försvunna dokument. Under de följande dagarna berättade Martin för myndigheter och nyhetsreportrar att Banister ofta umgåtts med en man vid namn David Ferrie som, enligt Martin, kunde varit inblandad i mordet på Kennedy. För New Orleans-polisen berättade Martin att Ferrie kände den utpekade gärningsmannen Lee Harvey Oswald och att de båda tjänstgjort vid New Orleans flygvapen. Händelsen nådde distriktsåklagaren i New Orleans, Jim Garrison, som omedelbart grep Ferrie och lämnade över honom till FBI, som i sin tur förhörde Martin och Ferrie den 25 november. I förhöret berättade Martin att Ferrie möjligen hypnotiserade Oswald till att mörda Kennedy, men FBI ansåg Martin som icke trovärdig. FBI lät ändå förhöra Ferrie två gånger om uppgifterna som Martin lämnat. Ytterligare 20 personer förhördes, men i brist på bevis frigavs Ferrie och fick en offentlig ursäkt av FBI.
Hösten 1966 inledde Garrison en granskning av Kennedymordet. Banister hade avlidit redan 1964, men Garrison förhörde Martin, som berättade att Banister och en grupp runt honom hade stulit vapen och ammunition före mordet. Detta fick Garrison att tro att gruppen var inblandad i vapensmuggling åt kubanska Castromotståndare. Efter en tids utredande misstänkte Garrison att mordet på Kennedy utfördes av Ferrie, Banister, affärsmannen Clay Shaw, högerextremister och personer inom CIA. Senare hävdade Garrison att motivet för mordet var missnöjet över Kennedys utrikespolitik; särskilt Kennedys strävan att undvika en militär konfrontation med Kuba och hans försök till ett närmande till Sovjetunionen. Garrison misstänkte också att Banister, Shaw och Ferrie gjorde Oswald till syndabock för mordet. Hans utredning om fallet kom till medias kännedom den 17 februari 1967.
Mindre än en vecka efter medieavslöjandet, den 22 februari, återfanns Ferries döda kropp i dennes lägenhet. Döden berodde på ett artärbråck i hjärnan. Ferrie var vid tidpunkten Garrisons huvudmisstänkte och efter Ferries död misstänkte Garrison att Ferrie blev mördad, trots att obduktionen tydde på att döden inträffade av naturliga orsaker. Enligt Garrison skulle Ferrie känt sig hotad efter att media avslöjade Garrisons utredning.

### Clay Shaw åtalas
Redan tidigare hade Garrison blivit intresserad av en man som av Warrenkommissionen kallades Clay Bertrand. Åklagaren i New Orleans, Dean Andrews, hade för Warrenkommissionen vittnat om att en man vid namn Clay Bertrand ringt till honom dagen efter mordet och bett Andrews att åka till Dallas för att försvara Lee Harvey Oswald. Enligt en rapport hade Andrews sagt till FBI att telefonsamtalet med Bertrand bara var fantasi från hans sida, då han dagen efter mordet låg sjuk i lunginflammation, men för Warrenkommissionen uppgav Andrews att han sagt så till FBI för att han kände sig trakasserad av FBI:s utfrågare. Efter en lång efterforskning om vem Bertrand var, fick Garrison kontakt med en bartender i New Orleans som hävdade att Clay Bertrand var ett alias som affärsmannen Clay Shaw använde. Enligt bartendern var det många som kände till att Shaw använde detta alias och i sin bok On the Trail of the Assassins gör Garrison samma konstaterande.
I december 1967 medverkade Garrison i ett TV-program där han hävdade att ett fotografi som togs strax efter mordet visar att en federal agent plockar upp en kula av kaliber .45 på mordplatsen. Enligt Garrison kom kulan aldrig till Warrenkommissionens kännedom, men kunde bevisa att ytterligare en skytt var inblandad i attentatet. Fotografiet visade också, enligt Garrison, att Dallas vice sheriff Buddy Walthers tittade på kulan tillsammans med en uniformerad polisman. En vecka senare framträdde Walthers och sade att det som upphittats var blod i gräset eller en bit från Kennedys huvud, alltså inte en kula som Garrison påstod.
Efter att Garrisons uppgifter framställdes för en jury i New Orleans, åtalades Shaw för att tillsammans med David Ferrie, Lee Harvey Oswald och andra varit inblandad i mordet på Kennedy.

## Rättegången

### Första rättegångsdagarna
Den 6 februari läste Garrison upp sitt 42 minuter långa öppningsanförande för juryn. Han sade att han skulle bevisa att Kennedy sköts från flera håll, att Oswald och Shaw redan i juni 1963 konspirerade mot Kennedy, att Oswald fraktade det gevär som Warrenkommissionen fastslog som mordvapen till Texas School Book Depository och att vapnet användes i attentatet, att Oswald flydde från skolbokslagret i en kombibil som kördes av en annan man samt att Shaw mottog brev adresserade till namnet Clay Bertrand. Ett av åklagarsidans bevis var ett dokument med Shaws fingeravtryck och en bekännelse av Clay att han använde pseudonymen Clay Bertrand.
Domaren Edward Haggerty lät skicka ut juryn och förhörde åklagarsidan hela dagen. Han ansåg att fingeravtrycken inte kunde anföras som bevisning, då polismännen som närvarat när Clay skrev ned sin bekännelse inte tillät honom att ha en advokat närvarande.
Den 14 februari hördes Dallas vice sheriff Roger Craig, som uppgav att han vid tidpunkten för attentatet stod mittemot skolbokslagret på Dealey Plaza och att han omedelbart efter skotten sprang till skolbokslagret, där han såg en man som han identifierade som Oswald. Mannen sprang från byggnaden och satte sig i en grön kombibil som kördes av en färgad man. Samma dag uppgav vittnet Carolyn Walther i rätten att hon såg två män i ett av skolbokslagrets öppna fönster. En av männen var iklädd en brun rock och den andre en vit skjorta. Mannen med den vita skjortan höll i ett vapen.

### Vittnesmålen mot Shaw
Garrisons nyckelvittne mot Shaw var Perry Russo som uppgav att han deltagit på en tillställning hos Castromotståndaren David Ferrie. På tillställningen skulle Oswald, Ferrie och Shaw diskuterat ett attentat mot John F. Kennedy. Mordet skulle utföras genom korseld. Vittnesmålet har ifrågasatts av bland andra Patricia Lambert, då Russo i rätten förhördes under hypnos och var påverkad av tiopental. Russo hade tidigare utfrågats för Saturday Evening Post och det fanns avsevärda variationer mellan hans utsagor.
Ett annat av Garrisons vittnen var Vernon Bundy, en heroinmissbrukare, och Charles Spiesel som hävdade att han flera gånger hypnotiserats av regeringen. Journalisten Jim Marrs hävdar att flera av Garrisons tänkta vittnen, däribland en högerextrem chilenare vid namn Sergio Arcacha Smith, ledare för den Castrofientliga och av CIA stödda gruppen Democratic Revolutionary Front i New Orleans, inte inställde sig i rätten. Enligt Garrison hade dessa vittnen lämnat New Orleans och Arcacha Smith hade lämnat staden långt innan Garrison inledde sin utredning.
Den 1 mars sammanträdde juryn i 54 minuter innan den förklarade Shaw icke skyldig.

## Efterspel
1993 visades i PBS' TV-program Frontline en bild som var tagen åtta år innan mordet på Kennedy och som visade Oswald och Ferrie tillsammans med andra tjänstgörande vid Civil Air Patrol. Programmets exekutive producent Michael Sullivan sade att bilden visade att Ferrie och Oswald umgåtts före mordet, men att bilden inte bevisade att de umgicks 1963 eller att de var inblandade i en konspiration mot Kennedy.